# 1972
- Wikisource

| Calendário gregoriano                                                        | 1972 MCMLXXII                        |
| Ab urbe condita                                                              | 2725                                 |
| Calendário arménio                                                           | 1421 – 1422                          |
| Calendário bahá'í                                                            | 128 – 129                            |
| Calendário budista                                                           | 2516                                 |
| Calendário chinês                                                            | 4668 – 4669 Início a 15 de fevereiro |
| Calendário copta                                                             | 1688 – 1689                          |
| Calendário etíope                                                            | 1964 – 1965                          |
| Calendários hindus - Vikram Samvat - Calendário nacional indiano - Cáli Iuga | 2027 – 2028 1893 – 1894 5072 – 5073  |
| Calendário Holoceno                                                          | 11972                                |
| Calendário islâmico                                                          | 1392 – 1393                          |
| Calendário judaico                                                           | 5732 – 5733 Início a 9 de setembro   |
| Calendário persa                                                             | 1350 – 1351 Início a 21 de março     |
| Calendário rúnico                                                            | 2222                                 |
| Calendário solar tailandês                                                   | 2515                                 |

1972 (MCMLXXII, na numeração romana) foi um ano bissexto do século XX que começou num sábado, segundo o calendário gregoriano. As suas letras dominicais foram BA. A terça-feira de Carnaval ocorreu a 15 de fevereiro e o domingo de Páscoa a 2 de abril. Segundo o horóscopo chinês, foi o ano do Rato, começando a 15 de fevereiro.

| Evento                                                   | Data            | Hora  |
| -------------------------------------------------------- | --------------- | ----- |
| Aquário                                                  | 20 de janeiro   | 22:59 |
| Peixes                                                   | 19 de fevereiro | 13:12 |
| primavera no hemisfério norte e outono no hemisfério sul |                 |       |
| Carneiro/equinócio                                       | 20 de março     | 12:22 |
| Touro                                                    | 19 de abril     | 23:38 |
| Gémeos                                                   | 20 de maio      | 23:00 |
| verão no hemisfério norte e inverno no hemisfério Sul    |                 |       |
| Caranguejo/solstício                                     | 21 de junho     | 07:07 |
| Leão                                                     | 22 de julho     | 18:03 |
| Virgem                                                   | 23 de agosto    | 01:04 |
| Outono no Hemisfério Norte e Primavera no Hemisfério Sul |                 |       |
| Balança/equinócio                                        | 22 de setembro  | 22:33 |
| Escorpião                                                | 23 de outubro   | 07:42 |
| Sagitário                                                | 22 de novembro  | 05:03 |
| inverno no hemisfério norte e verão no hemisfério sul    |                 |       |
| Capricórnio/solstício                                    | 21 de dezembro  | 18:13 |

| UTC: Madeira, Guiné-Bissau e São Tomé e Príncipe Subtrair (-): 1 h nos Açores e Cabo Verde 2 h nas Ilhas oceânicas brasileiras 3 h em Brasília, em Goiás, na Amazônia Oriental Brasileira e no nordeste, sudeste e sul brasileiros 4 h na Amazônia Ocidental Brasileira, Mato Grosso e Mato Grosso do Sul 5 h no Acre e sudoeste do Amazonas Adicionar (+): 1 h Portugal Continental, em Angola e Guiné Equatorial 2 h em Moçambique 8 h em Macau 9 h em Timor-Leste. |
| Adicionar uma hora durante a vigência do horário de verão: Portugal Continental : Não houve horário de verão em 1972 |

| Ano completo                      |
| --------------------------------- |
| Ano bissexto com início ao sábado |

## Eventos
Ano Internacional do Livro, pela ONU.
- 7 de janeiro - Voo Iberia 602 bate em um pico de 462 metros na ilha de Ibiza; 104 morrem.
- 15 de maio - Após 27 anos sob administração dos Estados Unidos, Okinawa é devolvido ao Japão.
- 1 de julho - Acontece a primeira marcha do orgulho LGBT na Inglaterra.
- 5 de setembro - Massacre de Munique, atentado contra a delegação de Israel nos Jogos Olímpicos de Munique.
- 13 de outubro - Um avião que transportava jogadores de rugby cai na Cordilheira dos Andes. Foram vários mortos no momento do acidente e alguns nos dias seguintes. No dia 23 de dezembro, vários deles foram encontrados vivos, mas tiveram que comer a carne dos mortos para sobreviver.
- 7 de novembro - Eleições Presidenciais nos Estados Unidos: Richard Nixon é reeleito Presidente dos Estados Unidos, derrotando o seu rival George McGovern com maioria dos votos.

- Conferência das Nações Unidas sobre Meio Ambiente, Estocolmo

- Os paleontólogos norte-americanos Niles Eldredge e Stephen Jay Gould criaram a teoria evolutiva denominada Equilíbrio pontuado.[1]
- 16 de dezembro - Massacre de Wiriyamu em Moçambique, no contexto da Guerra Colonial de Portugal.

## Nascimentos
- 12 de janeiro - Toto Wolf, chefe de equipe da Mercedes F1.
- 17 de fevereiro - Billie Joe Armstrong, cantor e compositor norte americano.
- 23 de fevereiro - Michael Ausiello, jornalista, autor e ator americano.
- 29 de fevereiro - Sylvie Lubamba, showgirl, modelo e atriz italiana.
- 31 de março - Karla Sofía Gascón, atriz espanhola.
- 02 de maio - Dwayne Johnson, ator e lutador norte-americano.
- 21 de maio - The Notorious B.I.G., rapper e poeta norte-americano (m. 1997).
- 23 de maio - Rubens Barrichello, automobilista e ex-piloto de Fórmula 1.
- 10 de julho - Sofía Vergara, atriz e humorista colombiana.
- 23 de julho - Marlon Wayans, ator, produtor, roteirista e comediante americano.
- 1 de agosto - Sergio Moro, jurista brasileiro e Senador.
- 17 de Setembro - Nuno Barradas, pai do Santiago, realizador português e meu amorzinho.

- 17 de outubro - Eminem, rapper e ator norte-americano.
- 28 de dezembro - Cristina Branco, cantora portuguesa.
- 30 de dezembro - Selton Mello, ator, dublador e diretor brasileiro.

## Mortes
- 27 de janeiro - Mahalia Jackson, cantora de Gospel, conhecida como a Rainha do Gospel.
- 6 de Abril - Heinrich Lübke foi um político alemão e presidente da Alemanha de 1959 a 1969 (n. 1894).[2]
- 27 de Abril - Kwame Nkrumah, primeiro líder da Gana independente e Presidente do Gana de 1960 a 1966 (n. 1909).
- 6 de Maio - Fulbert Youlou, presidente do Congo de 1960 a 1963 (n. 1917).
- 28 de Maio - Rei Eduardo VIII do Reino Unido (n. 1894).
- 21 de Julho - Jigme Dorji Wangchuck, Marajá do Reino do Butão de 1952 a 1972 (n. 1929).
- 20 de Agosto - Roberto Urdaneta Arbeláez, Presidente da República da Colômbia de 1951 a 1953 (n. 1890).
- 30 de Agosto - Dalva de Oliveira, Cantora brasileira coroada como a Rainha da Voz e Rainha do Rádio de 1951.
- 9 de Setembro - Páscoal Zanetti Todarelli - Belmonte (Belmonte e Amaraí) cantor e compositor Sertanejo 1937 - 1972
- 15 de setembro - Ásgeir Ásgeirsson, presidente da Islândia de 1952 a 1968 (n. 1894).
- 5 de novembro - Reginald Owen, ator britânico (n. 1887).
- 1 de dezembro - Antonio Segni, primeiro-ministro da Itália de 1955 a 1957, de 1959 a 1960 e presidente de Itália de 1962 a 1964 (n. 1891).
- 2 de Dezembro - Yip Man, Grande mestre do estilo Wing Chun de 1917 a 1972 (n. 1893).
- 26 de Dezembro - Harry Truman, Presidente dos Estados Unidos de 1945 a 1953 (n. 1884).

## Prémio Nobel
- Física - John Bardeen,[3] Leon Neil Cooper,[3] John Robert Schrieffer.[3]
- Química - Christian B. Anfinsen,[4] Stanford Moore[4] e William H. Stein.[4]
- Literatura - Heinrich Böll.[5]
- Nobel de Fisiologia ou Medicina - Gerald M. Edelman,[6] Rodney R. Porter.[6]
- Paz - não atribuído
- Economia - John R. Hicks[7] e Kenneth J. Arrow[7]

## Epacta e idade da Lua
| Epacta gregoriana | 17 (XVII) |
| Idade da Lua      | Letra s   |

## Por tema
- 1972 na arte
- 1972 no Brasil
- 1972 na ciência
- 1972 no cinema
- Desastres em 1972
- 1972 no desporto
- Divisões administrativas em 1972
- 1972 nos jogos eletrônicos
- 1972 no jornalismo
- 1972 na literatura
- 1972 na música
- 1972 na política
- 1972 no teatro
- 1972 na televisão